# シュクラ

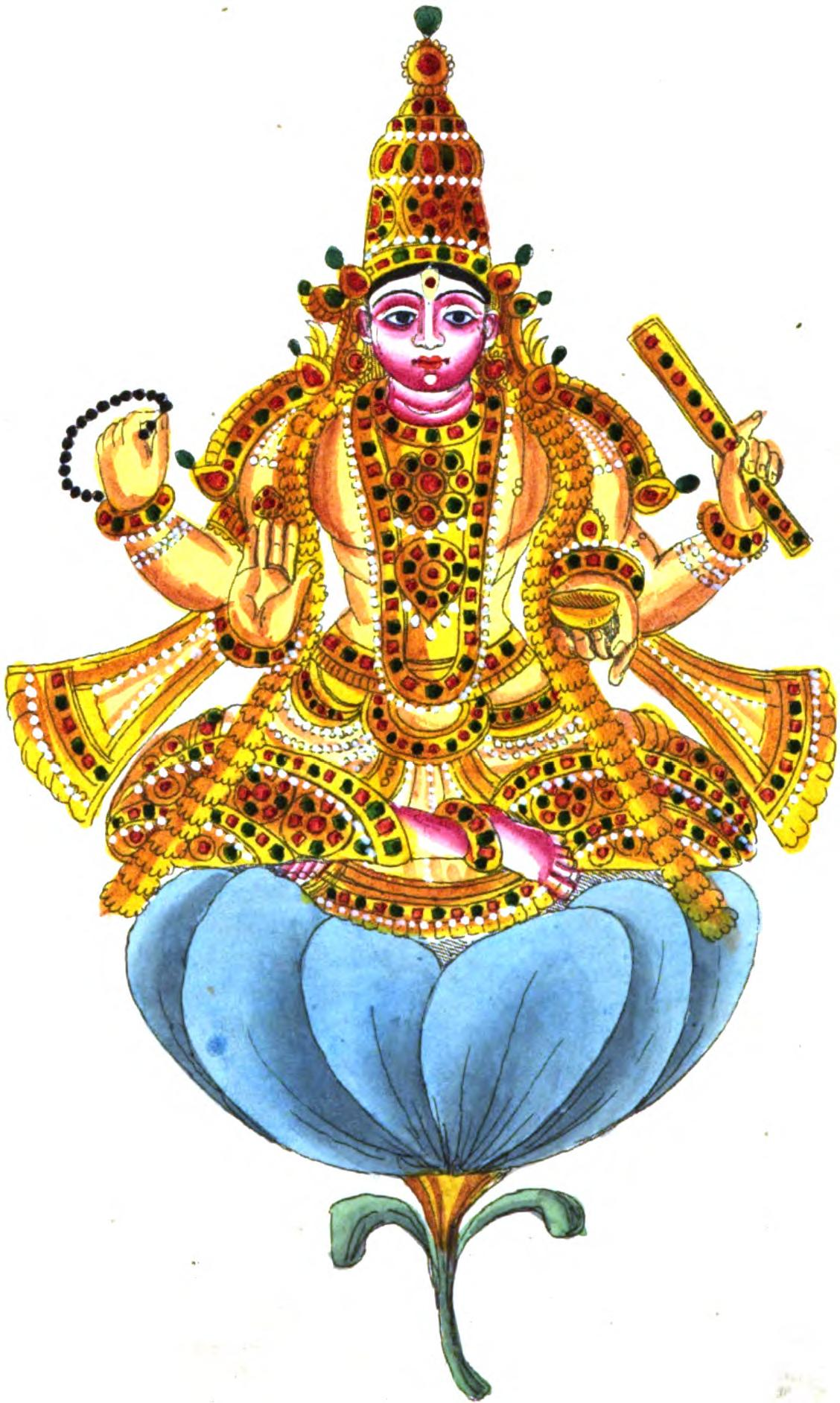
シュクラ

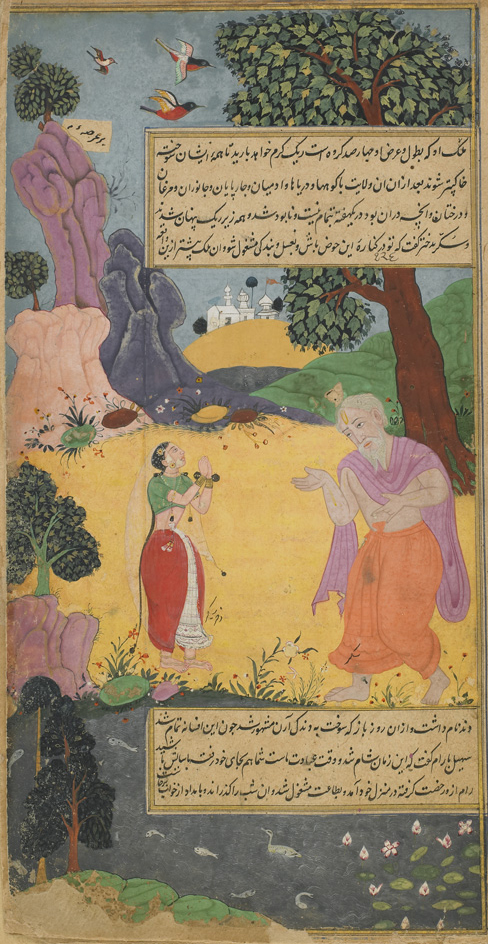
シュクラ（右）とシュクラの娘（左）

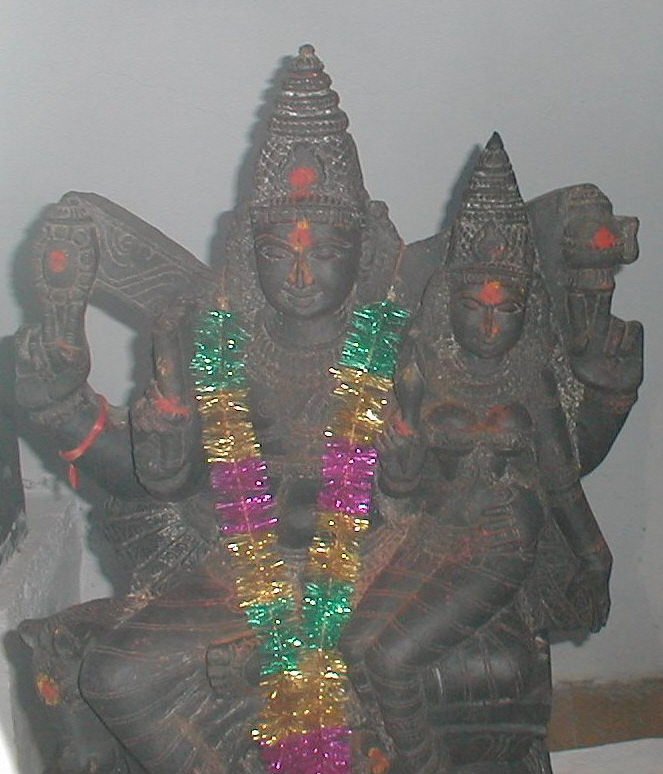
シュクラと配偶神Dwarjaswini

シュクラ（Shukra）またはスクラチャリヤ（Sukracharya）またはウシャナー（Ushana）またはウシャナスシュクラ(Ushanas Shukra)とはインド神話に登場するリシ（聖仙、聖賢）あるいは神の名前である。リシであるブリグの息子とされる。その名前は「純粋」「清浄」「白」を意味する。漢字では「戌羯羅」と音写される。

## 伝承
9の天体、あるいはそれらを司る神々ナヴァグラハの一員であり、金曜日と金星を司るとされた。
中国では西方太白星と同一視される。
シュクラはアスラグルとも呼ばれアスラたちを教導する役目も持つ。このためシュクラはアスラの王ヴリシャパルヴァンやマハーバリに従事したこともある。
死者を甦らせる秘法をもつ。
娘の名はデーヴァヤーニー。

## 図像
仏像としては、頭上に酉の冠を載せ、白練衣を着、弦を弾く姿で表される。

## 真言
| 「 | 唵 吠尾毘 娑婆訶 唵 戌羯羅 誐駄嚩囉羅 邏惹野 室哩迦 娑嚩賀 ＜オン ベイビビ ソワカ オン シュカラ ギャダバラバラ ラジャヤ シリカ ソワカ＞（「新編 仏像図鑑 上」p.136より） | 」 |